# Oranjestad, Aruba
Oranjestad (nizozemsko: [oːˈrɑɲəstɑt]; dobesedno "oranžno mesto") je glavno in največje mesto Arube, sestavne države Kraljevine Nizozemske. Nahaja se na južni obali blizu zahodnega konca otoške države. V lokalnem jeziku Papiamento se Oranjestad pogosto imenuje " Playa ". Leta 2010 je prestolnica imela 28.294 prebivalcev.

## Zgodovina
Mesto je bilo zgrajeno okoli Utrdbe Zoutman, ki so jo zgradili Nizozemci med letoma 1796 in 1798 za obrambo otoka. Ima pristanišče , kjer danes pristajajo številne ladje za križarjenje. Sprva mesto ni imelo uradnega imena, znano je bilo le kot mesto v konjskem zalivu (nizozemsko Paardenbaai ), kraju, kjer so gojili konje in jih izvažali v sosednji Curaçao in na Jamajko. To pomembno rezidenco je bilo treba poimenovati in leta 1824 se je guverner odločil, da jo poimenuje po hiši Orange tj. Oranjestad. V začetku 19. stoletja je bil Oranjestad kot vas, saj Aruba ni imela velikih nasadov ali mednarodnih trgovcev. Celotno prebivalstvo otoka je bilo leta 1816 ocenjeno na 1732, od katerih so bili večinoma kmetje. Utrdba Zoutman je bila glavna zgradba, okoli katere je bilo postavljenih 200 majhnih hiš. Mesto je imelo dve cerkvi: katoliško in protestantsko . V bližini je bila ribiška vasica Rancho.
Oranjestad je leta 1824 postal glavno mesto otoka. Ime je dobil po prvem nizozemskem kralju Viljemu I. V tem obdobju se je zanimanje za Arubo povečalo zaradi odkritja nahajališč aluvialnega zlata. Naftna industrija je leta 1924 odkrila Arubo. Ustanovitev rafinerije nafte s strani Lago Oil and Transport Company ni povzročila samo povečanja števila prebivalstva, ampak tudi znatno povečanje blaginje otoka. Od leta 1960 naprej je turizem postal pomembnejši in je povzročil nastanek velike hotelske cone. Administrativno je mesto razdeljeno na dve okrožji: vzhodno in zahodno. Oranjestad, Noord in Santa Cruz so se združili v eno skoraj neprekinjeno urbano območje, ki pokriva severni del otoka.

## Kultura
V mestu obstaja nekaj nizozemske kolonialne arhitekture. Zaradi povečanega zanimanja vlade za ohranjanje kulturne dediščine otoka so bile številne stare stavbe in hiše v središču mesta spremenjene v barvito obnovljene znamenitosti, kot je limetino obarvana Mestna hiša na Wilhelminastraat.

## Gospodarstvo

### Turizem
Pojavilo se je več sodobnih rekreacij, vključno z nakupovalnim središčem na prostem na Royal Plaza in nekaj razpršenimi zgradbami vzdolž glavne ulice in na glavnem trgu.
Utrdba Zoutman je ena od mestnih znamenitosti, druge pa so neobdavčeno pristanišče in Stolp Viljem III., ki se nahaja v bližini utrdbe.
Na otoku je približno osem muzejev.

### Renesančni otok
Turistično imenovan renesančni otok (prej otok Sonesta)  je velik 16 ha otok Cay (ali pregradni greben), uradno znan kot Bucuti Rif  in je ob obali blizu Oranjestada. Je v zasebni lasti in ima edine zasebne plaže na Arubi. Obstajata dve plaži: Iguana Beach in Flamingo Beach. Beechcraft 18 in Convair 400 sta bila namerno potopljena približno 46 m na morju za ustvarjanje potapljaškega mesta. Na otoku je mogoče videti flaminge. Vendar pa na Arubi niso avtohtoni.

## Geografija
Majhni deli mesta so nastali iz niza umetnih širitev kopnega v morje. Današnja "Renesančna tržnica" (prej Seaport Marketplace) in sosednji park kraljice Wilhelmine ležita znotraj te melioracije. Pomembno območje za ptice Oranjestad Reef Islands leži ob glavnem pristanišču.

### Podnebje
Oranjestad ima vroče polsuho podnebje ( Köppen BSh ). Temperature so vse leto visoke, zrak je vlažen z nizkimi dnevnimi temperaturnimi nihanji tudi skozi vse leto, medtem ko je padavin zelo malo zaradi regije, ki leži v razhajanju med jugovzhodnimi pasati proti jugu in severnoameriškim monsunom dalje na sever. Izjema pri tej suhosti se pojavi med kratkim deževnim obdobjem od septembra do januarja, ko umik medtropske konvergenčne cone proti jugu povzroči pogostejše vlažne severovzhodne vetrove.

## Transport
Oranjestad oskrbuje mednarodno letališče Queen Beatrix, 2,5 km iz centra mesta. Do središča mesta vozi tramvajska proga, ki je bila odprta decembra 2012.
Caya GF Betico Croes, imenovana tudi Main Street, je glavna nakupovalna ulica Arube v Oranjestadu, vendar so se kupci v zadnjih nekaj letih vse bolj obračali na Lloyd G. Smith Boulevard, glavno prometnico v mestu. To je deloma zato, ker je bulvar bližje terminalu za križarke in pristanišču.
Oranjestad je dom Paardenbaaija, največjega pristanišča na otoku za potnike. Paardenbaai je sposoben privezati do pet velikih plovil. Pristanišče za tovorna plovila je na Barcaderi 5 km proti vzhodu. Leta 2016 je Barcadera postala glavno tovorno pristanišče. Predlagani so bili načrti za povečanje nakladalne zmogljivosti v Oranjestadu in za gradnjo marine, da bi nadomestili neustrezen prostor za pristajanje jaht in ribiških čolnov.

## Izobraževanje
Oranjestad je dom Univerze v Arubi, ki ponuja programe prava in ekonomije, ter največje srednje šole na otoku ( Colegio Arubano ), obe zasnovani po nizozemskem sistemu. Številni študenti se vpisujejo na nizozemske univerze za podiplomski in podiplomski študij.

## Galerija slik
- Panorama Oranjestada
- Nakupovalni center "Royal Plaza", poustvarjen v slogu Willemstada
- Tramvaj v Oranjestadu
- Stolp Viljema III. pri Utrdbi Zoutman